# Christian Castellano
Christian Castellano (10 novembre 1974) è un ex sciatore alpino italiano.

## Biografia
Castellano, slalomista puro originario di Ascoli Piceno, esordì in Coppa Europa il 5 dicembre 1994 a Geilo/Hemsedal e in Coppa del Mondo il 17 dicembre 1996 a Madonna di Campiglio, in entrambi i casi senza completare la prova. In Coppa Europa conquistò l'unica vittoria (nonché primo podio) il 7 gennaio 2000 a Krompachy/Plejsy; in quella stagione 1999-2000 ottenne altri due podi nel circuito continentale (l'ultimo il 12 febbraio a Ofterschwang, 2º) e chiuse al 2º posto la classifica di specialità vinta dall'austriaco Mario Matt. In Coppa del Mondo ottenne il miglior piazzamento il 18 febbraio 2001 a Shigakōgen (22º) e prese per l'ultima volta il via il 6 gennaio 2002 ad Adelboden, senza completare la prova; si ritirò all'inizio della stagione 2002-2003 e la sua ultima gara fu uno slalom speciale citizen disputato il 20 dicembre a Bormio. Non prese parte a rassegne olimpiche o iridate.

## Palmarès

### Coppa del Mondo
- Miglior piazzamento in classifica generale: 108º nel 2001

### Coppa Europa
- Miglior piazzamento in classifica generale: 16º nel 2000
- 3 podi:
  - 1 vittoria
  - 1 secondo posto
  - 1 terzo posto

#### Coppa Europa - vittorie
| Data           | Località         | Paese      | Specialità |
| -------------- | ---------------- | ---------- | ---------- |
| 7 gennaio 2000 | Krompachy/Plejsy | Slovacchia | SL         |

Legenda:

SL = slalom speciale